# Bniqa
Bniqa ou Bnika (tabniqat en kabyle) est un bonnet traditionnel algérien féminin de sortie de bain, né à Alger.

## Étymologie

Bniqa du XIXe siècle exposée au Cleveland Museum of Art.

Bniqa (pluriel benaïq) est un diminutif algérois de binaka, mot arabe issu du verbe bannaka : « rassembler », « resserrer ». 
Elle est appelée tabniqat en kabyle et maloûa à Constantine.

## Description
La bniqa est un bonnet brodé de soie et quelquefois de fils d'or. Elle est utilisée traditionnellement au sortir du hammam pour sécher les cheveux. De nos jours, elle fait partie du trousseau de mariée des femmes de plusieurs grandes villes du Nord algérien.
Elle est faite de deux bandes de toile de quinze à vingt centimètres de large et de plus de cinquante centimètres de long. Les deux pans sont très richement brodés de soie colorée. 
Les motifs de la broderie ne sont pas réservés aux bniqas, mais à l'ensemble des broderies du quotidien algérois. En Kabylie, la tabniqt, s'élève au rang de coiffure nuptiale, témoin de l'influence du costume de la capitale.

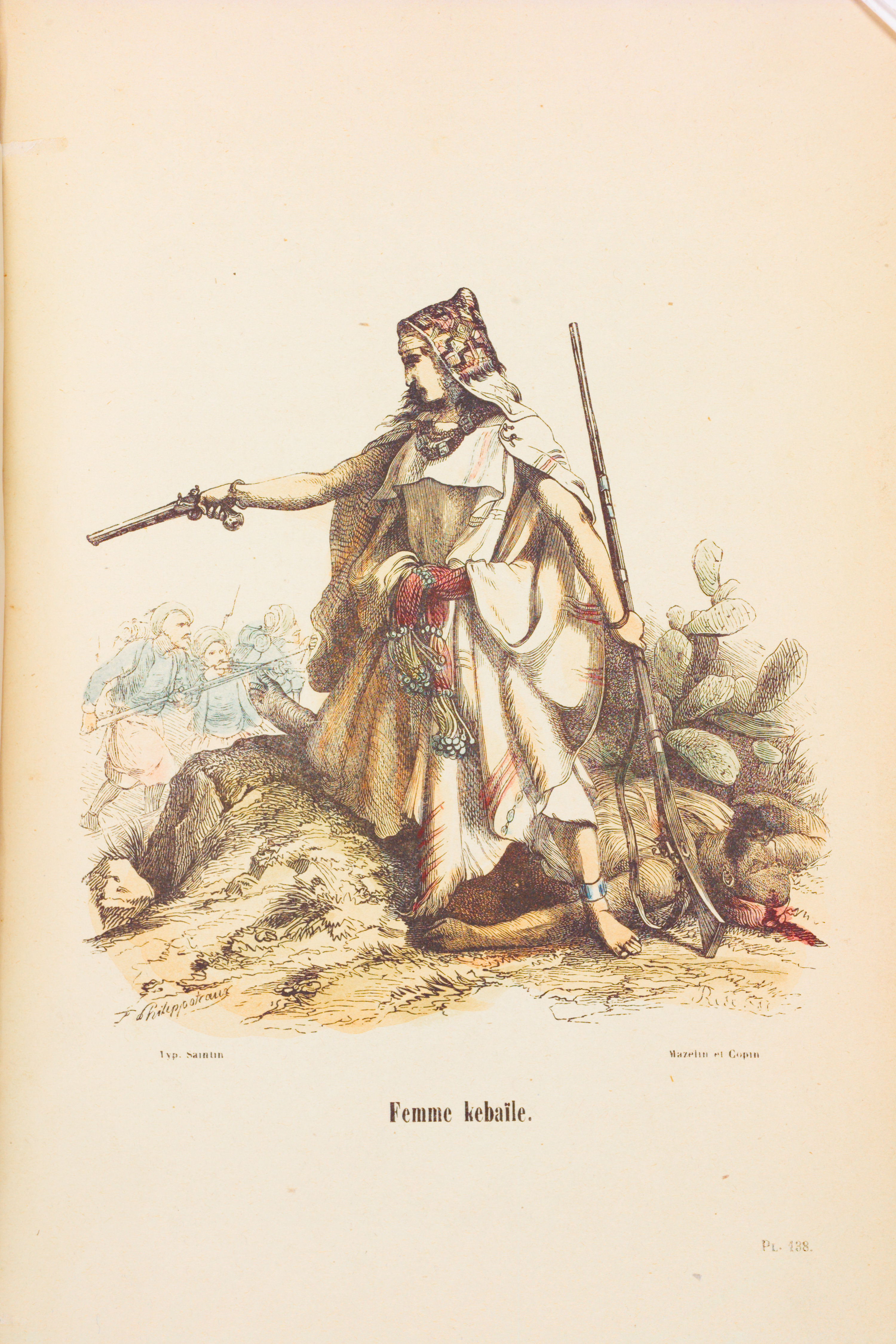
Bniqa kabyle, tabniqat.
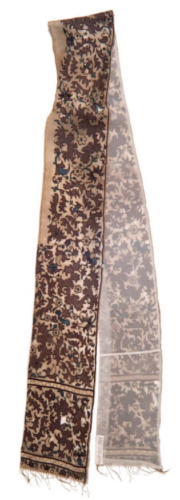
Bniqa d'Alger du XVIIIe siècle.
Bniqa du XVIIIe siècle exposée au Cleveland Museum of Art.
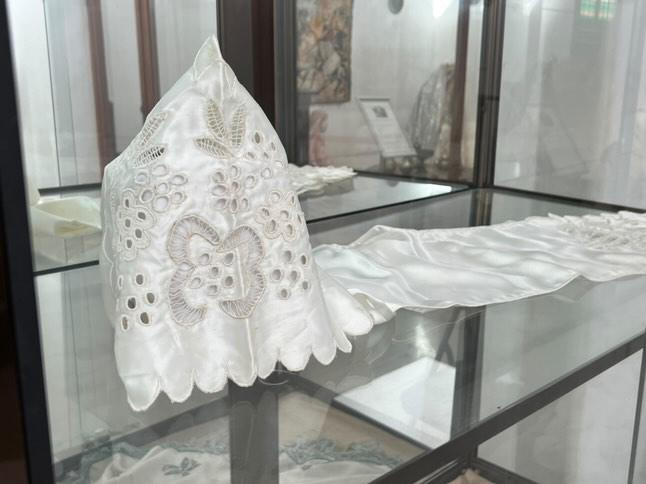
Bniqa, exposée au musée d'Oran.

## Histoire

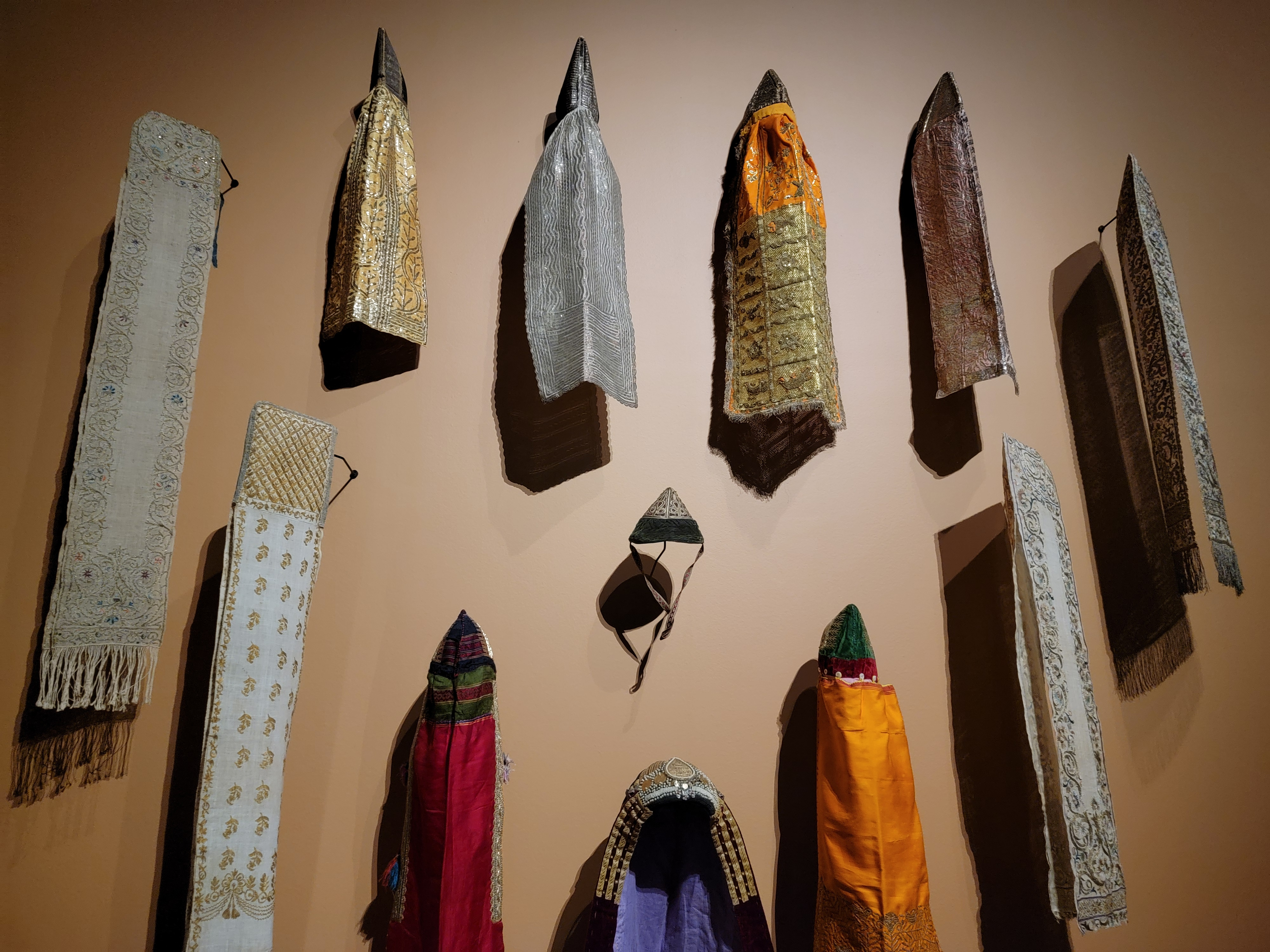
Bniqas algériennes (à gauche et à droite) et koufias tunisiennes, musée du Quai Branly.

À la fin du Moyen Age, l'arrivée des Morisques chassés d'Espagne stimule en Algérie la production des soieries. Le goût pour les broderies est accentué par les parures vestimentaires que portaient les fonctionnaires ottomans et leurs épouses à partir du XVIe siècle. Jusqu'au XIXe siècle, la chéchia est l'unique coiffe portée par les Algéroises avant leur mariage. Après le XVIe siècle, l'attitude des citadines maghrébines face à la coiffe conique et son turban évolue différemment d'une région à l'autre.
À Alger, les citadines juives préfèrent conserver le cône brodé indépendant, semblable à celui des Tlemcéniennes, les musulmanes abandonnent cette forme de chéchia, mais conservent la coiffe conique prolongée par les pans d'étoffe à la manière d'un turban, dans sa fonction initiale de maintien des cheveux noués autour de la tête, notamment pour se sécher la chevelure à la sortie du bain. Ceci entraîne des changements qui aboutissent à la création d'une coiffe particulière aux Algéroises appelée bniqa. Le voyageur anglais Thomas Shaw observe, qu'au début du XVIIIe siècle, les femmes d'Alger tressent leurs cheveux en deux longues nattes entourées de la bniqa.
Plus tard, les femmes de la capitale transmettront leur bniqa aux dames de Tlemcen, d'Annaba ou de Kabylie, chaque région y appliquant son type spécifique de motifs et de coloris. De nombreux exemplaires sont conservés en France, notamment au musée du Quai Branly et au musée d'Art et d'Histoire du judaïsme de Paris et en Algérie, au musée national des antiquités et des arts islamiques et au musée national des arts et traditions populaires.